# Tom Gallop
Pour les articles homonymes, voir Gallop.
Tom Gallop est un acteur américain.

## Biographie
Tom Gallop est un acteur principalement connu pour avoir joué au cinéma le personnage de Tom Cronin dans La Mort dans la peau (2004) et La Vengeance dans la peau (2007) et pour avoir incarné des personnages récurrents dans les séries télévisées Rude Awakening, Will et Grace, Urgences et Les Experts.

## Filmographie

### Cinéma
- 1996 : Jerry Maguire : Ben
- 1998 : Code Mercury : le docteur
- 2001 : A.I. Intelligence artificielle : Supernerd
- 2004 : La Mort dans la peau : Tom Cronin
- 2007 : La Vengeance dans la peau : Tom Cronin
- 2014 : Témoin gênant : Roger Crawford
- 2015 : Insidious : Chapitre 3 : Dr Henderson

### Télévision
- 1992 : Papa bricole (série télévisée, saison 2 épisode 5) : Bob
- 1993 : Alerte à Malibu (série télévisée, saison 3 épisode 12) : Phil
- 1994 : La Vie à cinq (série télévisée, saison 1 épisode 5) : Mike
- 1996 : Seinfeld (série télévisée, saison 8 épisode 10) : Alan
- 1997 : Diagnostic : Meurtre (série télévisée, 2 épisodes) : Phil Zarkin
- 1998 : Le Caméléon (série télévisée, saison 2 épisode 8) : Curt Wilkes
- 1998-2000 : Rude Awakening (série télévisée, 8 épisodes) : Jerry Frank
- 1998-2006 : Will et Grace (série télévisée, 16 épisodes) : Rob
- 1999 : X-Files (série télévisée, saison 6 épisode Bienvenue en Arcadie) : Win Schroeder
- 1999 : Urgences (série télévisée, 3 épisodes) : Dr Roger Julian
- 2000 : À la Maison-Blanche (série télévisée, saison 2 épisode 4) : Bruce
- 2001-2003 : Les Experts (série télévisée, 5 épisodes) : Randy Painter
- 2003 : FBI : Portés disparus (série télévisée, saison 1 épisode 3) :  Derek Trainor
- 2011 : Burn Notice (série télévisée, saison 5 épisode 11) : Kevin Skyler
- 2011 : NCIS : Enquêtes spéciales (série télévisée, saison 9 épisode 7) : Victor Sterling
- 2012 : Body of Proof (série télévisée, saison 2 épisode 16) : Owen Kreger
- 2012 : Bones (série télévisée, saison 8 épisode 2) : Gavin Carmichael
- 2015 : Mentalist (série télévisée, saison 7 épisode 7) : Charles McInnis